# John Lautner

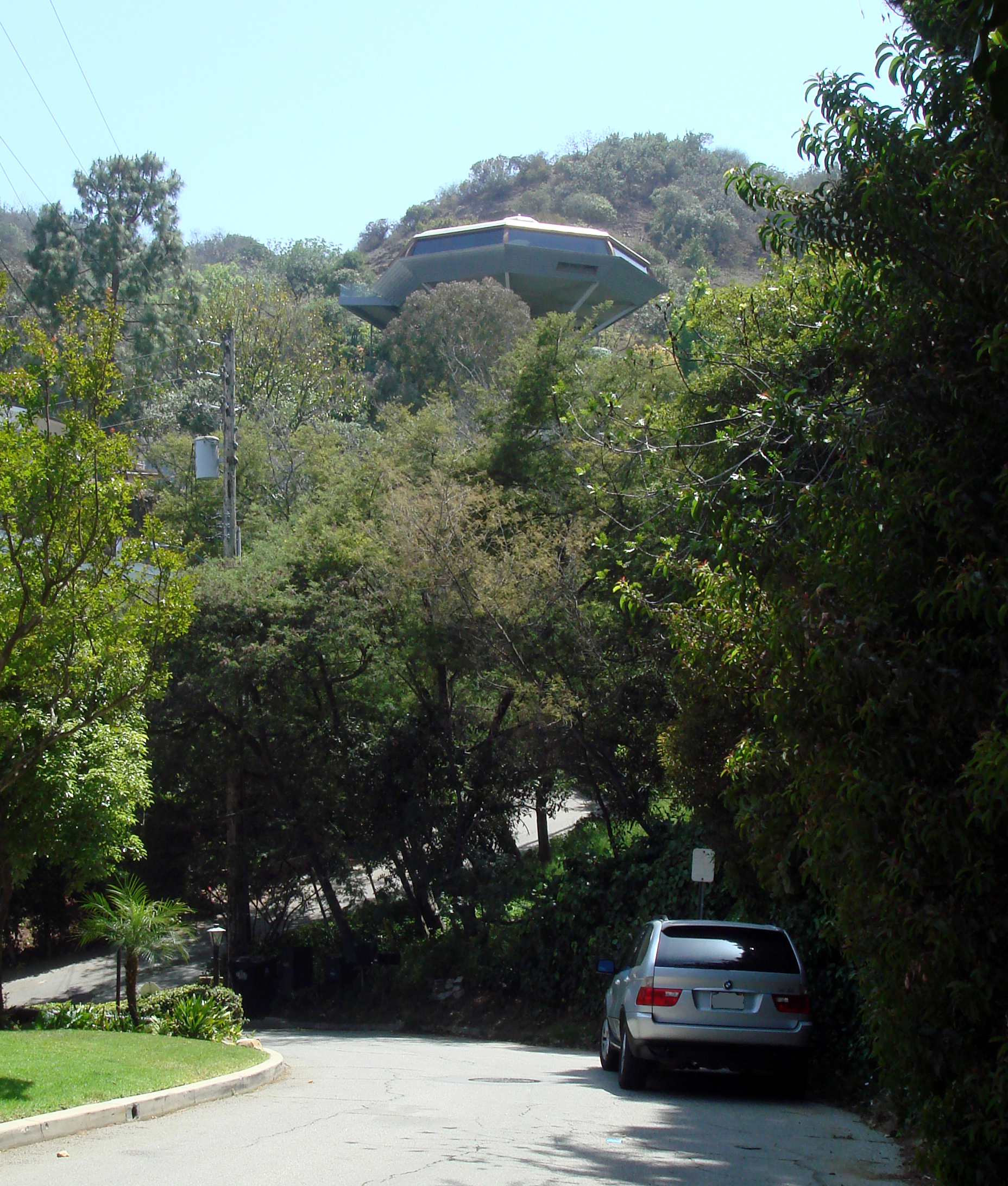
Malin Residence från 1960.

John Lautner, född 16 juli 1911 i Marquette, Michigan, död 24 oktober 1994 i Los Angeles, Kalifornien, var en amerikansk arkitekt, verksam i Kalifornien. 
Lautner utbildade sig till arkitekt vid Frank Lloyd Wrights studio Taliesin i början av 1930-talet. 1940 startade han ett eget arkitektkontor i Los Angeles. Till en början arbetade han mestadels med mindre villaprojekt i södra Kalifornien, men utvecklade under 1940-talets slut den kommersiellt förankrade, så kallade Googie-arkitekturen. Denna stil, som särskilt applicerades på snabbmatsrestauranger och bensinstationer, kännetecknades av futuristiska, böljande former och krom som liknande den tidens bildesign. Namnet kommer från kedjan Googie's Coffee Shop , som Lautner ritade en anläggning åt 1949.
Under 1950-talet fortsatte Lautners futuristiska uttryck ytterligare att utvecklas mot den så tidstypiska fascinationen till rymdfarkoster. Detta kom särskilt till uttryck i Lautners mest kända verk, Malin Residence från 1960; ett oktagonalt, Flygande tefatsliknande hus på pelare som placerades i en brant sluttning. Lautner fortsatte att vara verksam fram till 1980-talets slut och avled 1994 i Los Angeles. 

## Galleri

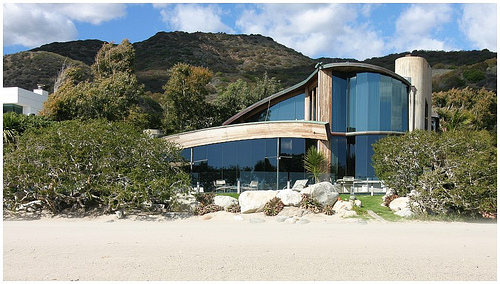
Segel House, Malibu, 1979.
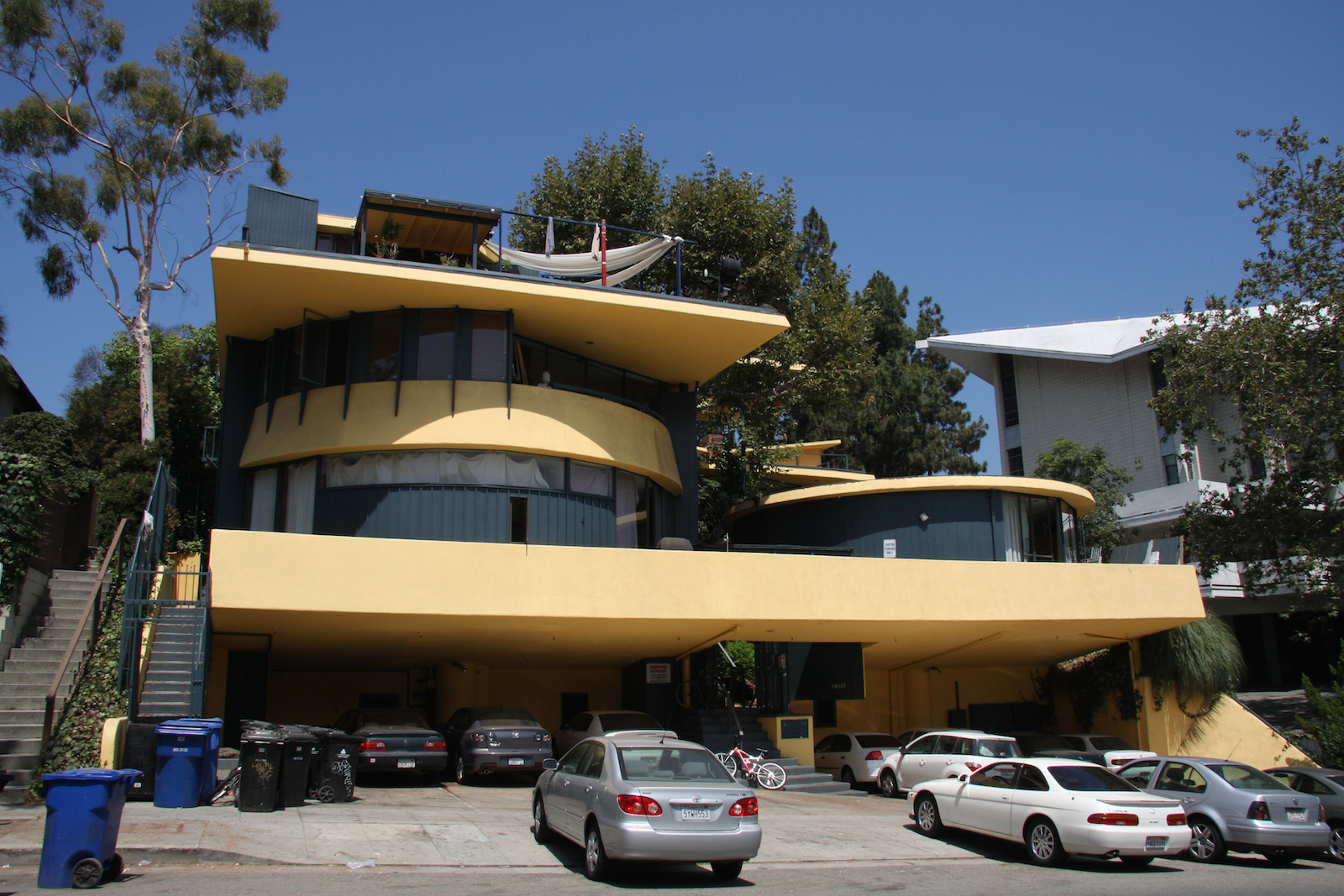
Sheets Apartments, Los Angeles, 1949.
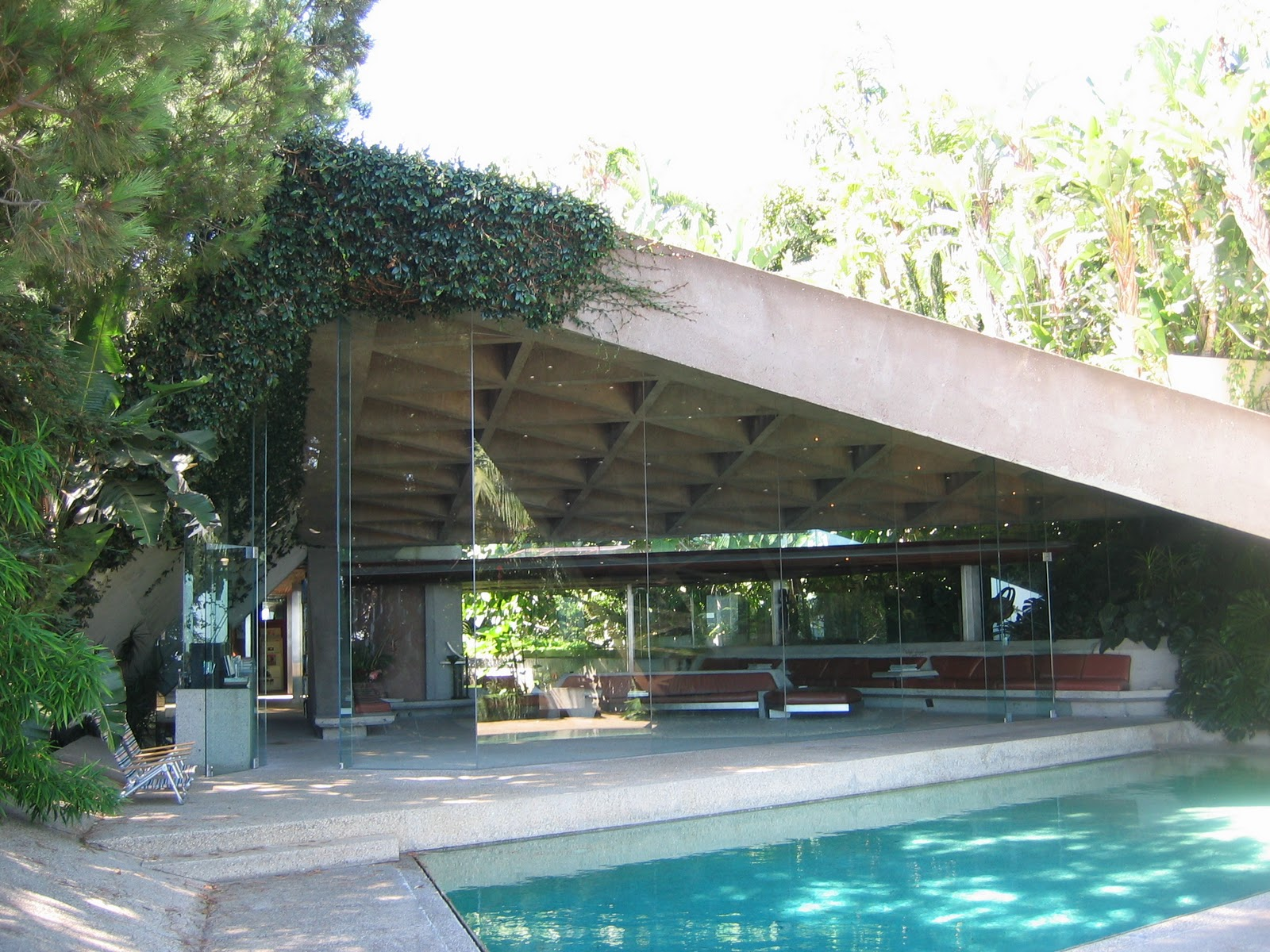
Sheets-Goldstein Residence, Los Angeles, 1963.
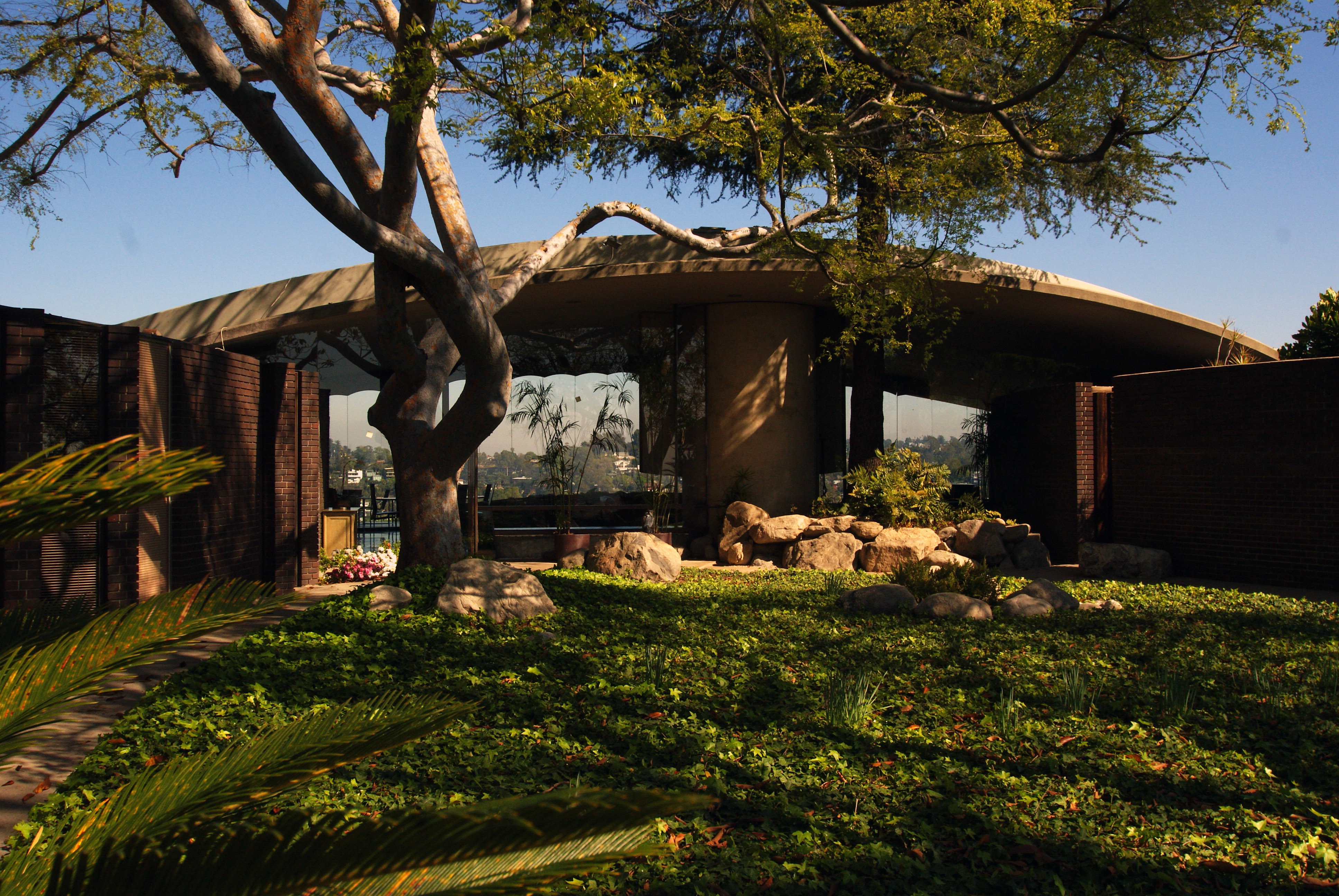
Silvertop - Reiner Burchill Residence 1963.
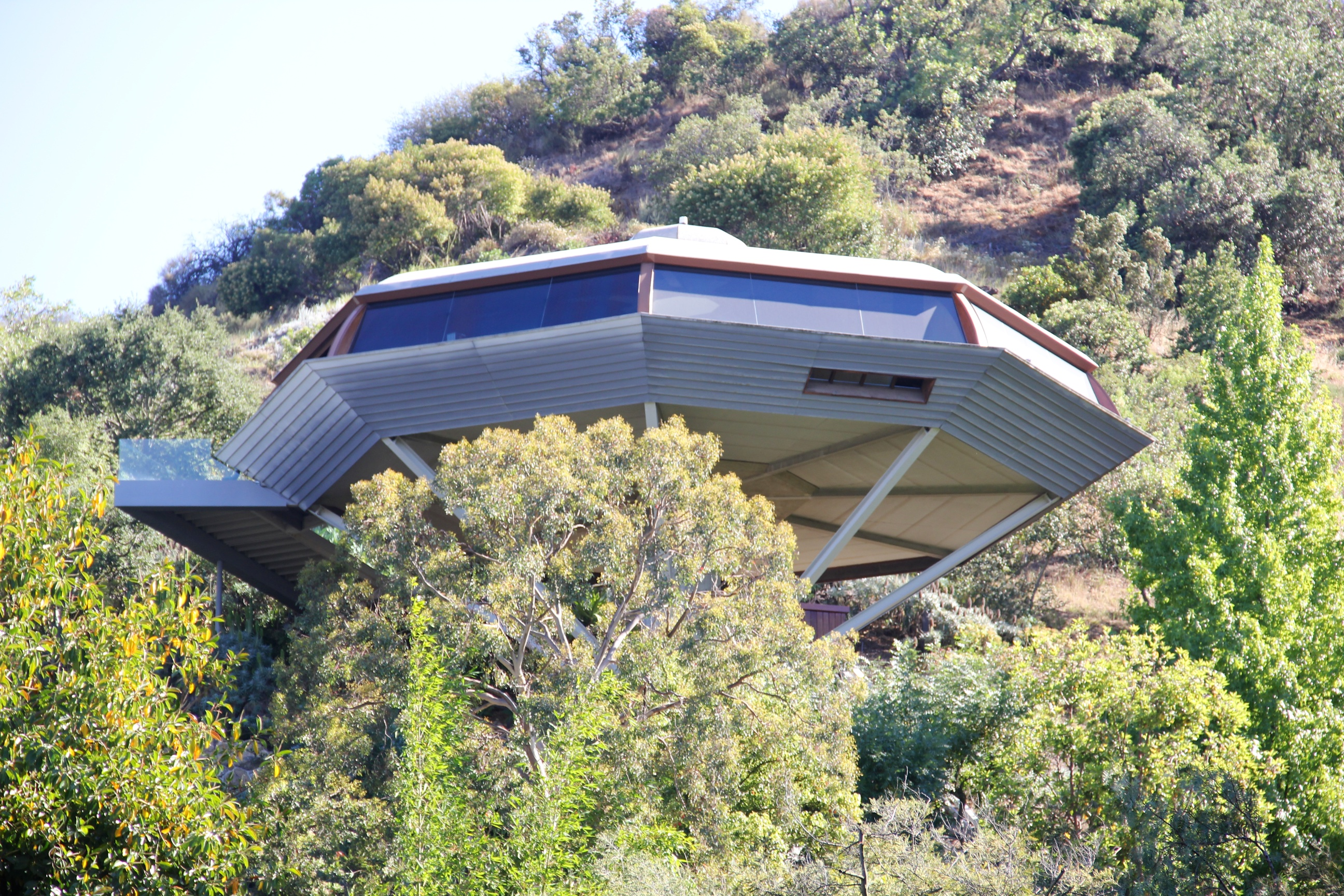
Chemosphere - Malin Residence 1960.

## Verk i urval
- Lautner Residence, Los Angeles, Kalifornien, 1940
- Mauer Residence, Los Angeles, Kalifornien, 1946
- Desert Hot Springs Motel, Desert Hot Springs, Kalifornien, 1947
- Henry's Coffee Shop, Pomona, Kalifornien, 1957
- Pearlman Mountain Cabin, Idyllwild, Kalifornien, 1957
- Malin Residence, "Chemosphere", Hollywood, Kalifornien, 1960
- Wolff Residence, Hollywood, Kalifornien, 1961
- Reiner Residence, "Silvertop", Los Angeles, Kalifornien, 1963
- Arango Residence, Acapulco, Mexiko, 1973